# فوتبال در المپیک تابستانی ۲۰۱۲
فوتبال در بازی‌های المپیک تابستانی ۲۰۱۲ رقابتی است که از تاریخ ۲۵ ژوئیه تا ۱۱ اوت در شهر لندن و چندین شهر دیگر بریتانیا برگزار شد. فیفا از همهٔ تیم‌های ملی فوتبال زنان و هم‌چنین از تیم‌های ملی زیر ۲۳ سال مردان دعوت به عمل آورد. در رقابت‌های فوتبال مردان، هر تیم حداکثر می‌توانست از ۳ بازیکن بالای ۲۳ سال استفاده کند. در این مسابقات ۵۰۴ بازیکن فوتبال برای کسب دو مدال طلای این مسابقات با یک‌دیگر به رقابت پرداختند.
در این بازی‌ها، در مسابقات مردان ۱۶ تیم و در مسابقات زنان نیز ۱۲ تیم حضور داشتند. بازی‌های مقدماتی این رشته دو روز قبل از افتتاحیه بازی‌های المپیک در ۲۷ ژوئیه آغاز شد. قرعه‌کشی بازی‌ها در ۲۴ آوریل ۲۰۱۲ انجام شده‌است.

## ورزشگاه‌ها
بازی‌ها در شش ورزشگاه برگزار شد:استادیوم‌ها در لندن و مناطق جنوب شرقی انگلستان، مرکز انگلستان، شمال غربی انگلستان، شمال شرقی انگلستان، ولز و اسکاتلند قرار دارند.
| ورزشگاه ومبلی          | الد ترافورد    |
| گنجایش: ۹۰٬۰۰۰         | گنجایش: ۷۶٬۲۱۲ |
| Wembley 22 August 2007 | 20 August 2006 |
| کاردیف                 | نیوکاسل        |
| میلنیوم                | سنت جیمز پارک  |
| گنجایش: ۷۴٬۵۰۰         | گنجایش: ۵۲٬۳۷۸ |
| 5 February 2009        | 21 August 2008 |
| گلاسگو                 | کاونتری        |
| همپدن                  | ریکو آرنا      |
| گنجایش: ۵۲٬۱۰۲         | گنجایش: ۳۲٬۵۰۰ |
| 18 July 2004           |                |

## مسابقات مردان
| گروه A                                                 | گروه B                             | گروه C                              | گروه D                             |
| ------------------------------------------------------ | ---------------------------------- | ----------------------------------- | ---------------------------------- |
| - بریتانیای کبیر - سنگال - امارات متحدهٔ عربی - اروگوئه | - مکزیک - کرهٔ جنوبی - گابن - سوئیس | - برزیل ب - مصر - بلاروس - نیوزیلند | - اسپانیا - ژاپن - هندوراس - مراکش |

### شرایط حضور
مسابقات فوتبال مردان در بازی‌های المپیک با محدودیت سنی ۲۳ سال برگزار شد، این در حالی است که هر تیم می‌توانست ۳ بازیکن بالای ۲۳ سال نیز به همراه داشته باشد. 

## مسابقات زنان
| گروه E                                       | گروه F                                 | گروه G                                              |
| -------------------------------------------- | -------------------------------------- | --------------------------------------------------- |
| - بریتانیای کبیر - نیوزیلند - کامرون - برزیل | - ژاپن - کانادا - سوئد - آفریقای جنوبی | - ایالات متحده آمریکا - فرانسه - کلمبیا - کرهٔ شمالی |

### شرایط حضور
مسابقات فوتبال زنان بدون محدودیت سنی در بازی‌های المپیک برگزار شد.

## حواشی
تیم ملی فوتبال زنان ایرانو سه بازیکن تیم زنان اردن به دلیل داشتن حجاب از حضور در مسابقات انتخابی آسیا محروم شده‌بودند. این در حالی است که فیفا در دور اول به بازیکنان اجازه داشتن حجاب را داده‌بود.